# Texier (Skipper)
Texier war ein französischer Segler.

## Erfolge
Texier nahm an den Olympischen Spielen 1900 in Paris teil, wo er in acht Wettbewerben antrat. Als Skipper der Yacht Quand-Même misslang ihm in der gemeinsamen Wettfahrt noch die Zieleinfahrt, wurde aber dafür in der ersten und auch der zweiten Wettfahrt in der Bootsklasse 0 bis 0,5 Tonnen jeweils Zweiter. Bei der ersten Wettfahrt wurden sie von Pierre Gervais’ Baby geschlagen, bei der zweiten Wettfahrt war die Fantlet von Émile Sacré schneller. Zur Crew der Quand-Même gehörten Robert Linzeler, Jean-Baptiste Charcot und ein weiteres Crewmitglied, das ebenfalls Texier hieß. In der Bootsklasse 0,5 bis 1 Tonne belegte er als Skipper der C.V.A. den achten Platz in der ersten und den neunten Platz in der zweiten Wettfahrt. Mit der Yacht Mamie trat er in der Bootsklasse 1 bis 2 Tonnen an und schloss die beiden Wettfahrten auf dem siebten bzw. sechsten Platz ab. In der Bootsklasse 3 bis 10 Tonnen wurde er als Skipper der Singy Neunter.